# Virserums Musikdagar
Virserums Musikdagar är en musikfestival i Virserum i Småland. Den har hållits sedan 1997 och hålls alltid veckan efter midsommar.
På ett trettiotal konserter i Virserums kyrka, på Dackestop, i andra byggnader i samhället samt i Kråketorps loge och på ängen framträder svenska toppartister sida vid sida med morgondagens stjärnor. Under veckan ordnas lunch- och kvällskonserter, med musik och poesi i juninatten.
I Musikdagarna ingår Barnfestivalen där barn från förskoleåldern och uppåt får lyssna på konserter med professionella artister, prova deras instrument, rita/måla och komponera.
Under veckan anordnas också Virserumsdagarna.